# Jean Gilbert-Jules
Jean Gilbert-Jules, dit « Gilbert-Jules », est un avocat et homme politique français né le 1er septembre 1903 à Chaulnes (Somme) et mort le 31 décembre 1984 à Paris.
Il a été avocat au barreau d’Amiens et bâtonnier de l'Ordre de 1951 à 1953.

## Biographie

### Jeunesse et études
Jean Gibert-Jules est titulaire d'une licence de droit, ainsi que d'un DES en science politique et économie.

### Parcours politique
Député à la Deuxième Assemblée nationale constituante en 1946, il est élu sénateur radical-socialiste de la Somme en 1948. Il est secrétaire d’État aux Finances et Affaires économiques de 1954 à 1956 et doit faire face à l’agitation anti-fiscale des poujadistes. En 1956-1957, il est ministre de l’Intérieur au moment de la guerre d'Algérie.
Le président du Sénat le nomme membre du Conseil constitutionnel où il siège de 1959 à 1968. En campagne électorale, il est en congé du Conseil lors de la décision relative à la constitutionnalité de la révision constitutionnelle de 1962, en application de l'article 4 du décret n°59-1292 du 13 novembre 1959 sur les obligations du Conseil constitutionnel.
Gilbert-Jules a été conseiller municipal d’Amiens dès 1935 puis adjoint au maire. Il a aussi été conseiller général de la Somme pour le canton de Chaulnes dès 1945 et jusqu'en 1964.

## Fonctions gouvernementales
- Secrétaire d'État aux Finances et aux Affaires économiques du gouvernement Pierre Mendès France, du 3 septembre 1954 au 23 février 1955
- Secrétaire d'État aux Finances et aux Affaires économiques du gouvernement Edgar Faure (2), du 23 février 1955 au 1er février 1956
- Ministre de l'Intérieur du gouvernement Guy Mollet, du 1er février 1956 au 13 juin 1957
- Ministre de l'Intérieur du gouvernement Maurice Bourgès-Maunoury, du 13 juin au 6 novembre 1957

## Décoration
- Commandeur de l'ordre du Mérite civil, de droit en tant que président du conseil de l'ordre (1957)[2]